# Стошовицький замок
Стошовицький замок (пол. Zamek w Stoszowicach, нім. Schloss Peterwitz) — замок у селі Стошовіце у гміні Стошовиці Зомбковицького повіту Нижньосілезького воєводства в Польщі. 

## Історія
У 1378 році було згадано місцеві укріплення. Сам замок було побудовано у XV столітті. З 1536 року Стошовиці належали Райбніцам, з 1550 року — Ґелгорнам, згодом також Зедліцам. За часів Фабіана фон Райхенбаха було побудовано комплекс з трьох крил, який був оточений куртиною. Пізніше власниками замку знову стала родина Зедліців, а опісля —  Ностіців. З 1820 по 1945 рік замком володіла родина Страхвіців. 
Після 1945 року замок використовувався сільськогосподарським виробничим кооперативом. Сьогодні замок перебуває у приватній власності. 

## Архітектура
Замок донині частково оточений валами, ровом та фортечними мурами з бастіонами. Головну будівлю замка оточують три вежі із загостреними верхівками. Крила будівлі межують із внутрішнім подвір’ям, оточеним аркадами. 